# Glod, Sălaj
Glod este un sat în comuna Gâlgău din județul Sălaj, Transilvania, România.

## Personalități
Vasile Vaida (1780-1834), secretar gubernial, născut în Glod, dintr-o veche familie românească ai cărei membri au fost înnobilați, în anul 1616, de principele Ardealului Gavril Bethlen, și dăruiți cu moșii în satele Glod și Frânceni [de Piatră]. V. Vaida a făcut liceul în Baia-Mare, iar filosofia și studiile juridice în Cluj. După unele servicii în administrație, a fost numit, în 1817, profesor de istoria dreptului penal la Universitatea de la Cluj. În 1824 Vasile Vaida și-a publicat cursurile: "Noțiunea dreptului și a legilor civile private din Transilvania", "Istoria legilor civile private din Transilvania" și "Istoria dreptului transilvan". În 1829 a fost numit secretar al guvernului regesc transilvan, în care timp a fost mâna dreaptă a ambilor episcopi români (unit și neunit) din această provincie în toate problemele politice și bisericești.
Încercând o dragoste deosebită pentru Regimentul al Il-lea de graniță năsăudean, din cauza eroicelor fapte săvârșite în războaiele imperiului austriac, Vasile Vaida a retipărit, în 1830, "Poemation de secunda legione valachica" a lui Cosimelli-Tannoli, completând-o cu ale sale "Reflectiones" (istoria faptelor regimentului
până în acel an). A fost un aprig apărător al drepturilor neamului românesc din Ardeal. La înmormântarea
sa, oficiată de episcopul Blajului Ioan Lemeni, unul dintre asistenți ar fi exclamat: "A murit Hristosul Valahilor".